# Sévigné (cratère)
Pour les articles homonymes, voir Sévigné.
Sévigné est le nom d'un cratère d'impact présent sur la surface de Vénus.
Le cratère a ainsi été nommé par l'Union astronomique internationale en 1985 en hommage à l'épistolière française Madame de Sévigné.
Son diamètre est de 29,6 km. Il se situe dans la région du quadrangle de Lakshmi Planum (quadrangle V-7).